# Joan Puig Alguer
Joan Puig Alguer (Reus 6 d'octubre de 1852 - 10 de maig de 1926) va ser un funcionari i periodista català.
Llicenciat en Dret, treballava a la secretaria de l'Ajuntament de Reus i va ser auxiliar del jurisconsult Bernat Torroja quan aquest va ser nomenat arxiver i cronista de la ciutat. Gran coneixedor dels fons de l'arxiu municipal, va anotar i indexar molta documentació i va ordenar els documents dispersos d'aquella institució. Va publicar a la premsa local articles sobre la història de Reus, i també sobre Andorra i la Seu d'Urgell, llocs on anava a estiuejar. L'historiador de la cultura reusenca Joaquim Santasusagna diu que en una ocasió va fer testament a Andorra per poder-se expressar en català. Va ser un dels 124 signants del manifest de constitució de l'Associació Catalanista de Reus, i va col·laborar activament amb aquella entitat. Redactor a La Veu del Camp, es va passar, amb una majoria de periodistes d'aquella publicació, a la redacció de Lo Somatent quan aquest diari va recollir les aspiracions dels catalanistes reusencs. Va ser un dels seus directors durant la primera època de Lo Somatent, i en confeccionava els editorials i hi publicava articles polítics. Interessat per tot el que feia referència a la seva ciutat, va trobar restes de terrissa romana, teules i àmfores al Mas del Coll, vora el Mas de les Ànimes, a Reus, una de les primeres descobertes arqueològiques a la ciutat, que documentà i cedí al Museu Municipal.